# Arnold Geulincx
Arnold Geulincx [chélinks] (31. ledna 1624, Antverpy – listopad 1669, Leiden) byl vlámsko-nizozemský filosof 17. století, jeden z následovníků Reného Descarta, který je vedle Malebranche považován za hlavního představitele okasionalismu.

## Život
Arnold Geulincx se narodil v Antverpách v poměrně zámožné rodině Jana Geulincxe, městského posla zprostředkovávajícího poštovní spojení s Bruselem, a Marie Geulincxové, roz. Strickersové. V patnácti letech opustil rodné město a zapsal se na katolické univerzitě v Lovani, kde mj. navštěvoval přednášky karteziána Guillauma Philippa. Geulincx byl velmi nadějný student, v roce 1643 získal licenciát v teologii, přičemž skončil jako druhý nejlepší mezi 159 studenty. V prosinci 1646 nastoupil na místo odborného asistenta filosofie, v roce 1649 se potom stal řádným profesorem filosofie. 23. ledna 1658 přišel o místo, pravděpodobně kvůli svému kritickému postoji vůči scholastice, resp. kvůli svým sympatiím s jansenismem. Téhož roku se přestěhoval do kalvínského Leidenu, kde konvertoval ke kalvinismu, což byl krok, k němuž neměl příliš daleko, protože jak kalvinismus, tak jansenismus se zakládají na augustiniánských předpokladech. 17. září získal na Univerzitě v Leidenu akademický titul v oboru medicíny a brzy zde opět začal vyučovat filosofii a účastnit se nejrůznějších disputací. 8. prosince pak vstoupil do manželství se Susannou Strickersovou z Weertu. 20. listopadu 1669 bylo Geulincxovo jméno přečteno mezi oběťmi moru na inaugurační přednášce Abrahama Heydana s následující vzpomínkou: "Dr. Geulincx, muž nadaný takovým géniem a výmluvností, že i když ho neochránila před bídou (která je sice matkou ctnostné mysli, ale také velkou nevýhodou, pokud ze zápasu s ní člověk nevyjde), budou jeho jméno a pověst zářit mezi nejvýznamnějšími filosofy a řečníky naší doby."

## Filosofie
Geulincxova filosofie se od filosofie Descartovy zřetelně odlišuje svým eticko-náboženským zaměřením, jehož důsledkem je uznání lidské bezmocnosti a spolu s ní podřízení lidské vůle Bohu. V založení metafyzických principů však Geulincx zůstal Descartovi zavázán, třebaže dualismus matérie a ducha, který od něho přejal, pro něj zůstává nepochopitelným a nevyslovitelným mystériem.

### Teorie poznání
Zatímco Descartes se snažil ukázat, že věci jsou reprezentovány prostřednictvím idejí, Geulincx naopak tvrdil, že věci o sobě jsou nepoznatelné. K tomuto závěru došel na základě kritiky samotných předpokladů tehdejší racionalistické ontologie, která vycházela z aristotelsko-scholastické filosofie přírody, jejíž realismus připadal filosofovi naivní. Skutečné poznání věcí, které je přístupné jedině Bohu, je podle Geulincxe u člověka možné jen v omezené míře. V tomto ohledu filosof rozlišoval čtyři druhy vědění: 1) Vědění na základě vjemů; 2) Vědění na základě abstraktních pojmů; 3) Vědění na základě evidentního vhledu do povahy rozlehlosti a vědomí; 4) Vědění na základě vhledu do podmínek vytváření poznaného. První dva druhy využívající zkušenost a rozum pak označuje za subjektivní způsoby poznání, které podle něho nelze vykládat realisticky. Platnost soudů vyslovených prostřednictvím vhledu do podstaty myšlení, z nichž vychází metafyzika reflektující naše vědomí a závislost tohoto vědomí na něčem, co vědomí přesahuje, zejména na Bohu, ovšem podle Geulincxe zpochybnit nelze. Další složkou jeho teorie poznání je kritika vědeckých hypotéz, pro které stanovuje podmínku: kontingence, vyloučení empirických pojmů, objasnění pojmů teoretických a omezení hypotéz na dostačující předpoklady k vysvětlení daných fenoménů. S tímto tématem související kritiku racionalistického pojetí kauzality však detailněji nerozvedl.

### Metafyzika
Také při zakládání své metafyziky navázal Geulincx na Descartovu metodickou pochybnost, podle níž nahlížel všechna svá přesvědčení tak, jako by byla mylná. V otázce dualismu se pokusil (nekauzálně) vysvětlit nezpochybnitelnou provázanost mezi jistými fyzickými a psychickými procesy tím, že označil Boha za jedinou pravou příčinu zakládající řád psychofyzické souvislosti. S pomocí této okasionalistické hypotézy také dospěl k závěru, že Bůh je principem dění v materiální oblasti, protože každý pohyb musí být podle Geulincxe způsoben příčinou odlišnou od matérie, tj. příčinou nemateriální, jíž může být jen vědomé, svobodné (tj. autonomní) působení Boží. V důsledku těchto úvah filosof odmítl také kauzální teorii vnímání, neboť věci nevidíme proto, že by na vědomí působilo nějaké podráždění (což je vyloučeno díky bytostné odlišnosti materiálního podráždění a vědomého vjemu), nýbrž proto, že nám to umožňuje Bůh. Člověk vnímající materiální věci pak má být považován za největší ze všech Božích zázraků. Sporným místem Geulincxova řešení je ale to, že lidské tělo, které by jako něco materiálního nemělo být schopné vytvářet myšlenky, přesto jakožto nástroj Božího působení myslí. Vysvětlit tento paradox se již filosofovi nepodařilo.

### Etika
V centru Geulincxovy etiky je nauka o ctnosti jakožto "lásce k pravému rozumu", která je ovšem chápána jako láska racionální, nikoliv afektivní. Má-li obecný rozum, v němž mají vznikat morální normy, svůj základ v Bohu, pak je láska k rozumu nepřímo také láskou k Bohu. Filosof dále stanovuje formální morální princip, který zní: "Kde nic nezmůžeš, tam nemáš ani nic chtít", nebo také: "Nic se nemá dělat nadarmo". Slabinou jeho koncepce je snaha odvodit etiku výhradně ze sebepoznání, protože z vět o přirozenosti člověka se nedají dedukovat imperativy, které by např. člověku zabránily zrušit spojení těla a duše prostřednictvím sebevraždy. Jediným zdůvodněním, které Geulincx nabízí je to, že člověk má sám sebe cenit nízko a že se má zcela odevzdat Bohu, přičemž závislost na něm zdůrazňuje způsobem, který vede až k panteismu. Jako kardinální ctnosti potom označuje: píli, poslušnost, spravedlnost a pokoru.

## Dílo

### Logika
- Logica fundamentis suis a quibis hacentus collapsa fuerat restituta
- Methodus inveniendi argumenta quae solertia quibusdam dicitur
- Logica restituta
- Logica fundamentalis

### Metafyzika
- Metaphysica vera
- Metaphysica ad mentem peripateticorum
- Disputationes metaphysicae
- Annotata in Principia philosophiae Renati Cartesii

### Fyzika
- Physica falsa ad mentem peripateticorum
- Physica vera, quae versatur circa hunc mundum

### Etika
- Ethica (anglický překlad: Ethics. With Samuel Beckett’s notes. Ed. by Han van Ruler and Anthony Uhlmann. Translated by Martin Wilson. (Brill’s Studies in Intellectual History, no. 146). Bedfordshire, Brill. 2006. ISBN 90-04-15467-1)
- Annotata ad Ethicum

### Medicína
- Disputatio de febribus (Disputace o zimnicích, inaugurační spis)

Edice filosofického díla: Opera philosophica. Ed, J. P. N. Land, Martinum Nijhoff: Haag, 1891-1893 (3 sv.)